# Djuptjärnen (Skellefteå socken, Västerbotten, 718736-174096)
Djuptjärnen är en sjö i Skellefteå kommun i Västerbotten och ingår i Bureälvens huvudavrinningsområde.